# پیینیشنو
پیینیشنو (به لاتین: Pieniężno) یک شهر و گمینا در لهستان است که در گمینا پینگنژنو واقع شده‌است. پیینیشنو ۳٫۸۳ کیلومتر مربع مساحت و ۲٬۹۱۵ نفر جمعیت دارد.

## خواهرخوانده
شهر رانگسدورف خواهرخواندهٔ پیینیشنو هست.